# WWE Hall of Fame
WWE Hall Of Fame je kuća slavnih koja nagrađuje profesionalne hrvače koje održava WWE. Originalno nazvan WWF Hall Of Fame osnovan je 1993. godine. Ceremonije 1994. i 1995. godine održane su s King of the Ring eventom, a ceremonija 1996. godine je održana sa Survivor Series eventom.

## Povijest
Prva ceremonija je napravljena povodom smrti Andréa Roussimoffa 2 mjeseca nakon njegove smrti.
WWE (WWF promijenio je svoje ime u WWE u 2002. godini) održao je 2004. godine Hall of Fame ceremoniju na Wrestlemaniji eventu.